# Dennis William Sciama
Dennis William Siahou Sciama (ur. 18 listopada 1926, zm. 18 grudnia 1999) – brytyjski fizyk, który poprzez własną pracę i prace swoich studentów odegrał ważną rolę w rozwoju brytyjskiej fizyki po II wojnie światowej.

## Życie
Sciama uzyskał doktorat w 1953 roku na Cambridge University. Jego promotorem był Paul Dirac, a praca dotyczyła zasady Macha i bezwładności. Wpłynęła ona na późniejsze sformułowania skalarno-tensorowych teorii grawitacji.
Sciama nauczał na Cornell University, King’s College London, Uniwersytecie Harvarda i University of Texas w Austin, ale przez długi czas był związany z Cambridge (lata 50. i 60.) i University of Oxford (lata 70. i 80.). W 1983 roku przeniósł się do Triestu, gdzie został profesorem astrofizyki w Scuola Internazionale di Studi Avanzati (SISSA) i konsultantem w International Centre for Theoretical Physics. W latach 90. dzielił swój czas pomiędzy Triest i Wenecję (w której mieszkał) oraz Oksford, gdzie był wizytującym profesorem do końca swojego życia. Jego główny dom był w Park Town w Oksfordzie.
W 1959 roku Sciama ożenił się z Lidią, antropolog, z którą miał dwie córki.
Wielu astrofizyków i kosmologów współczesnych uzyskało doktoraty pod kierunkiem Denisa Sciamy, w szczególności byli to:
- George Ellis (1964)
- Stephen Hawking (1966)
- Brandon Carter (1967)
- Martin Rees (1967)
- Malcom MacCallum (1971)
- John D. Barrow (1977)
- James Binney
- Philip Candelas
- David Deutsch

Sciama miał silny wpływ na Rogera Penrose’a, który zadedykował jego pamięci ważną książkę „Droga do rzeczywistości” („Road to reality”). W latach 60. przewodził w Cambridge grupie, do której należeli m.in. Ellis, Hawking, Rees i Carter.
W 1982 roku Sciama został wybrany członkiem Royal Society. Był też honorowym członkiem American Academy of Arts and Sciences, American Philosophical Society i Academia Lincei w Rzymie. W latach 1980–1984 był prezydentem International Society of General Relativity and Gravitation.

## Książki, których autorem jest Sciama
- 1959. The Unity of the Universe. London: Faber & Faber.
- 1969. The Physical Foundations of General Relativity. New York: Doubleday. Science study series.
- 1971. Modern Cosmology. Cambridge University Press. Przekład polski: Kosmologia współczesna, Biblioteka Problemów tom 204, 1975
- 1993. Modern Cosmology and the Dark Matter Problem. Cambridge University Press.